# Norwegian International 2018
Die Norwegian International 2018 im Badminton fanden vom 8. bis zum 11. November 2018 in Sandefjord statt.

## Sieger und Platzierte
| Disziplin    | Gold                                   | Silber                                        | Bronze                                    |
| ------------ | -------------------------------------- | --------------------------------------------- | ----------------------------------------- |
| Herreneinzel | Rasmus Messerschmidt                   | Luís Enrique Peñalver                         | Patrick Bjerregaard                       |
| Herreneinzel | Rasmus Messerschmidt                   | Luís Enrique Peñalver                         | David Kim                                 |
| Dameneinzel  | Sim Yu-jin                             | Kim Ga-eun                                    | Kristin Kuuba                             |
| Dameneinzel  | Sim Yu-jin                             | Kim Ga-eun                                    | Martina Repiská                           |
| Herrendoppel | Choi Sol-gyu Seo Seung-jae             | Mads Emil Christensen Kristoffer Knudsen      | Mathias Moldt Baskjær Andreas Søndergaard |
| Herrendoppel | Choi Sol-gyu Seo Seung-jae             | Mads Emil Christensen Kristoffer Knudsen      | Andreas Bøgebjerg Jonas Jæger             |
| Damendoppel  | Gabriella Bøje Marie Louise Steffensen | Kati-Kreet Marran Helina Rüütel               | Frederikke Lund Signe Schulz              |
| Damendoppel  | Gabriella Bøje Marie Louise Steffensen | Kati-Kreet Marran Helina Rüütel               | Emilie Melgaard Sarah Frederikke Vishart  |
| Mixed        | Joel Eipe Mette Poulsen                | Mathias Moldt Baskjær Marie Louise Steffensen | Aram Mahmoud Amy Tan                      |
| Mixed        | Joel Eipe Mette Poulsen                | Mathias Moldt Baskjær Marie Louise Steffensen | Alberto Zapico Lorena Uslé                |